# 28245 Cruise
28245 Cruise este o planetă minoră (asteroid), cu un diametru de 3,861 km, din centura de asteroizi. A fost descoperită pe 14 ianuarie 1999 la Stația Anderson Mesa de Lowell Observatory Near-Earth-Object Search. 
Obiectul prezintă o orbită caracterizată de o semiaxă mare de 2,7270392 UAi, o excentricitate de 0,13, o înclinație de 11,28542 ° în raport cu ecliptica.